# Tagua (semilla)

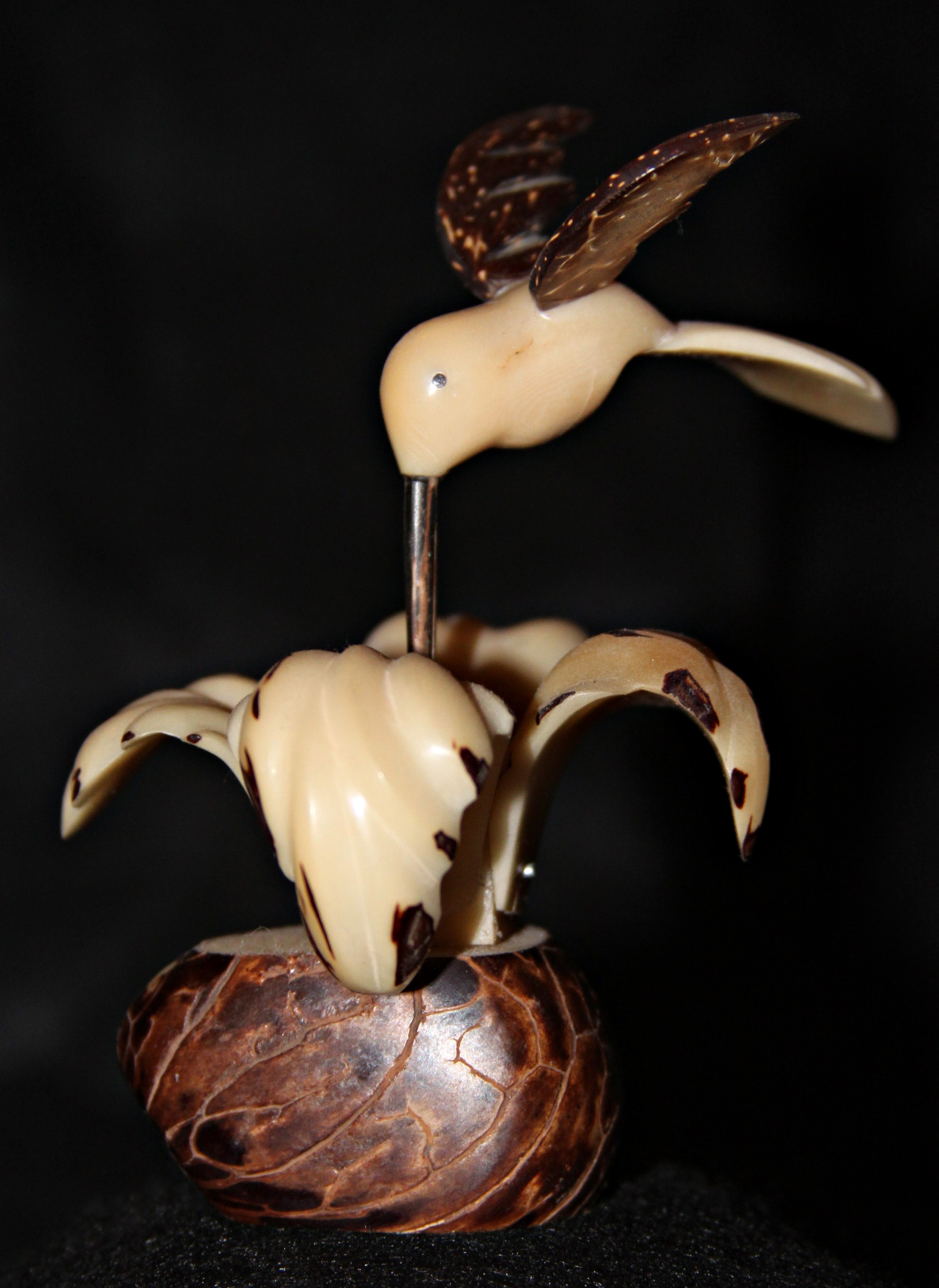
Artesanía del Ecuador

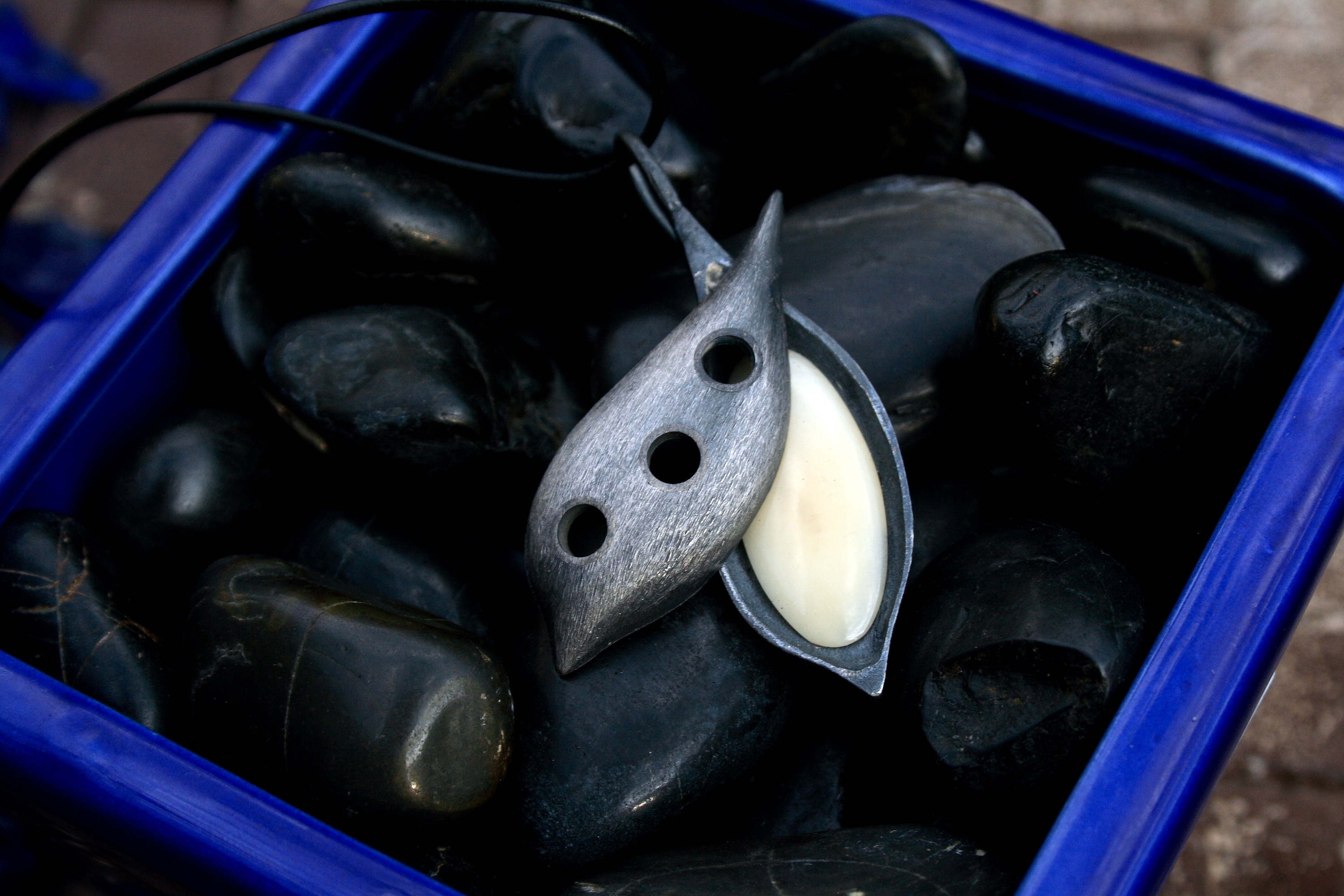
Colgante de plata con adorno de nuez de tagua en el centro.

La tagua, también conocida como yarina, nuez de marfil o marfil vegetal, es el nombre común que se le da a las semillas de varias especies de palmas del género Phytelephas, incluyendo Phytelephas macrocarpa, Phytelephas seemannii y Phytelephas aequatorialis. Estas especies están distribuidas en los bosques húmedos tropicales del sur de Panamá y hasta Bolivia.  
Se utiliza y se comercializa internacionalmente, principalmente para hacer botones y también figuras artísticas o decorativas y adornos. Los indígenas Emberá y Wounaan trabajan esta semilla, confeccionando artesanías que se venden tanto en el marcado local como en el internacional. En su mayoría el arte que se talla es de tipo realista, enfocado a elementos de la fauna como ranas, aves, y jaguares, de forma individual y en colores como café, amarillo y verde. El precio de estas esculturas puede ser superior a los $100 USD, dependiendo de su complejidad. Monge-Nájera, J. (2019). Talla y pintura de semillas de palma tagua por los emberá panameños. RIVAR (Santiago) 
La tagua o marfil vegetal se obtiene del endosperma blanco y duro, de las semillas de la palmera Phytelephas sp, de la familia Arecaceae. En estas palmeras existe una diferencia entre el macho y la hembra. Los primeros no producen Tagua por lo que a menudo son erróneamente cortados. La especie se distribuye en el noroeste de Sur América. El endosperma pulido de la semilla se parece muchísimo al marfil, a pesar de sus propiedades completamente distintas. En Ecuador, la especie utilizada para la obtención de tagua es Phytelephas aequatorialis, que existe en la zona subtropical entre los Andes y la Costa especialmente en la provincia de Manabí hasta un altitud de aproximadamente 1.500 metros, sobre todo en la ciudad de Montecristi donde muchos extranjeros y ecuatorianos pasean en busca de figuras bonitas y baratas elaboradas con tagua. La tagua (harina de tagua) sirve como alimento para animales (ganado, cerdos, aves).
El producto ha tenido mucha demanda en los países del hemisferio norte hasta inicios del siglo pasado principalmente para producción de botones. Se estima que, en 1920, un 20% de los botones producidos en los Estados Unidos eran hechos de tagua, procedentes principalmente de Ecuador, Colombia y Panamá. La industria ha tenido un gran retroceso después de la Segunda Guerra Mundial, cuando el plástico remplazó casi totalmente el uso de la tagua.
En Colombia existen siete tipos de tagua, de nueve que hay en Surámerica. En el departamento de Boyacá se pueden encontrar hasta cinco tipos de tagua. Se encuentra gran producción artesanal de esta semilla en especial en el Departamento de Boyacá ( municipios de Chiquinquirá, Ráquira y Tinjaca y otros) en donde es fácil encontrar juegos de ajedrez, dominó, baleros, yo-yo's, pipas, collares, étc. que se venden en los mercados dominicales y plazas de las ferias con gran acogida por su belleza y duración.

## Características
Crece en forma silvestre en bosques llamados taguales o cadiales. La Tagua, Corozo o Marfil Vegetal, es la almendra celulósica compleja de la semilla de Phytelephas de color blanco, ebúrnea, dura, pesada, lisa y opaca que adquiere brillo con el pulimento, inodora, insípida; pero no es elástica ni incorruptible como el verdadero marfil. 
La planta tarda de 14 a 15 años desde que se la siembra hasta colectar los primeros frutos y no se interrumpe la producción en todos los años y aun siglos. Ofrece 3 cosechas al año aproximadamente, se calcula que un ejemplar de dos metros de alto no tiene menos de 35 a 40 años de edad. Las ciclantáceas bien desarrolladas producen anualmente de 15 a 16 cabezas, también conocidas como mocochas. En cada mococha se reúnen aproximadamente 20 pepas.
Para su uso en la artesanía, luego de la recolección de las semillas de tagua, éstas son preservadas usualmente por uno o dos años con el objetivo de secarlas, mejorando las características de la semilla para el proceso de torno o talla.

## Otros usos
Los beneficios obtenidos de la planta de tagua son múltiples, casi todas sus partes son utilizadas, sin la tala de la palma, por lo tanto se considera que tiene un gran potencial en el uso sostenible del bosque lluvioso.
- Las raíces son medicinales [cita requerida]
- Las hojas secas sirven para entechados de las casas
- Las semillas son las que se usan con preferencia para la fabricación de botones y artesanías
- Los ojalillos sirven para la fabricación de ladrillos
- El polvillo que resulta de los ojalillos al mezclarse con otros componentes sirven como balanceado para el ganado
- Otra forma de aplicación de tagua y que está siendo investigada actualmente es el campo químico o farmacéutico.
- La cáscara de la tagua se utiliza en Tinjacá, Boyacá, Colombia como enchapado.
- Como alimento, cuando la semilla no ha endurecido, se puede comer u obtener agua de ella. Su agua es parecida a la del coco.